# مقاطعة هارفورد (ماريلاند)
مقاطعة هارفورد (بالإنجليزية: Harford County, Maryland)‏ هي إحدى مقاطعات ولاية ماريلاند في الولايات المتحدة. تأسست سنة 1773، بلغ عدد سكانها 244826 نسمة في عام 2010 حسب إحصاء مكتب تعداد الولايات المتحدة وتصل الكثافة السكانية فيها 214.5 نسمة/كم2.

## أعلام
- وليام سقطت جايلز
- دانيال كيركوود
- جون ارتشر
- صموئيل جوردن كيركوود
- جيمس كروفورد نيلسون
- جوزيف إدوارد هاري
- جيم بال

## وصلات خارجية
- www.harfordcountymd.gov
- United States Counties